# Троицкая церковь (Степановка)
Троицкая церковь — православный храм и памятник архитектуры местного значения в Степановке.

## История
Решением исполкома Черниговского областного совета народных депутатов от 28.04.1987 № 119 присвоен статус памятник архитектуры местного значения с охранным № 47-Чг под названием Троицкая церковь. Установлена информационная доска.

## Описание
Троицкая церковь — пример народной деревянной монументальной архитектуры в формах барокко и классицизма. Была построена в период 1767—1769 годы. Вследствие перестройки 1881 года церковь приобрела формы классицизма.
Деревянная, трёхдольная (трёхсрубная), трёхглавая церковь с колокольней. Удлинённая по оси запад—восток: бабинец, центральный объём, алтарь. Центральный объём (сруб) венчает двухзаломный (2 уступа) верх: купол с глухим фонарём и главкой на восьмигранном барабане. Квадратный бабинец (притвор) и 5-гранный алтарь укрыты шатрами с глухими фонариками. В 1881 году к входам пристроены три крыльца, два из которых с 4-колонными портиками, увенчанными треугольными фронтонами. Также в 1881 году с запада к бабинцу была пристроена двухъярусная колокольня с переходом (между ними) — восьмерик на четверике, увенчанный куполом с глухим фонарём и главкой.
Сохранилась масляная роспись XIX века и иконостас.